# Republiken Venedig
Republiken Venedig var en stadsstat i Venetien i nordöstra Italien, med staden Venedig som huvudstad. Venedig existerade som en självständig stat från 697 fram till 1797, först som hertigdöme och från 1100-talet som republik. Republiken Venedig var även känd som La Serenissima (eller Serenìsima på venetianska), italienska för "den mest rofyllda".

## Historia

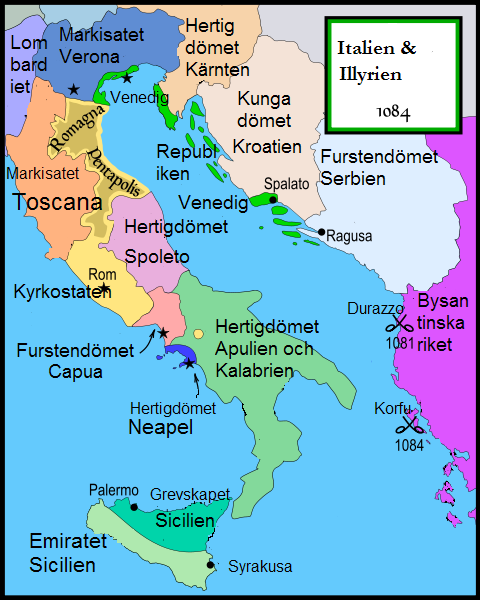
Republiken Venedig år 1084.

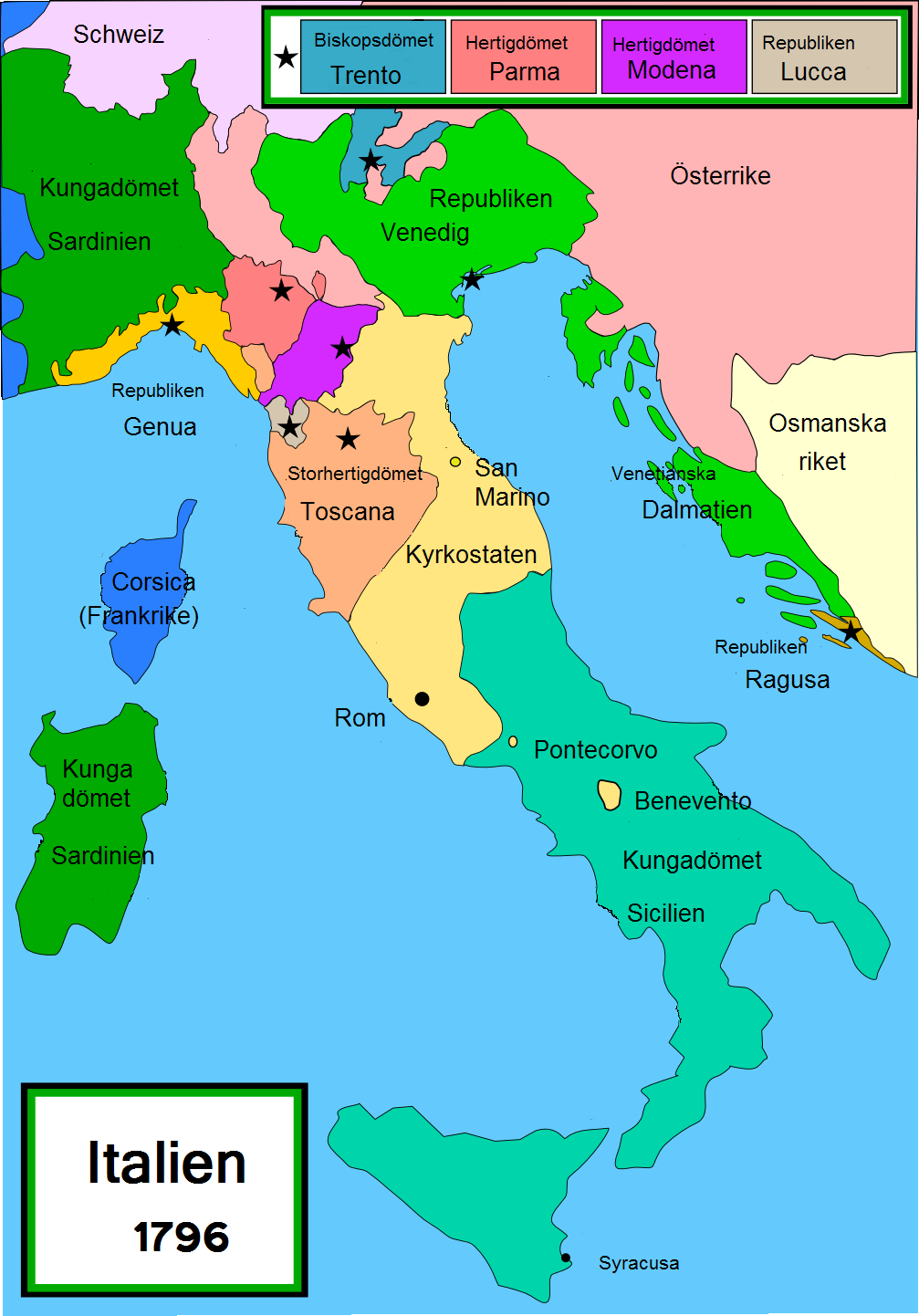
Republiken Venedig år 1796.

### Förhistoria
Venedig har sitt namn efter den föga kända stammen veneterna, som under Antiken bodde vid Pos mynning. Romarriket tog tidigt kontroll över området som blev helt latiniserat.

### Hertigdömet
Under folkvandringstiden var området genomgångsland för många erövrarfolk. Fastlandets städer, som Padua och Aquileia, blev ödelagda, och invånarna sökte tilflykt på öarna ute i lagunen. Men även där var de utsatta för angrepp, och måste sluta sig samman till ett slags statsorganisation under en hertig (dux eller doge). Den förste dogen blev enligt traditionen vald 697, och lite över 100 år senare flyttade regeringen til ön Rialto. Venedig var dock ännu inte en suverän stat utan tillhörde exarkatet Ravenna i Bysantinska riket.
Venedig hävdade sin självständighet mot både de östliga och västliga kejsarna så tidigt som på 800-talet.

### Republiken
Under högmedeltiden kom Venedig att bli mycket rikt tack vare kontrollen av handeln med Levanten och började att expandera längs Adriatiska havets kuster. Den venetianska flottan var avgörande för fjärde korstågets plundring av Konstantinopel 1204. Som ett resultat av den därpå följande delningen av Bysans kom Venedig att få besittningar i Egeiska havet, bland annat Kreta och Euboea. År 1489 annekterades kungariket Cypern, tidigare en korsfararstat, av Venedig.
Under 1400-talet började Venedig även att expandera i Italien, som ett svar på den för Venedig hotfulla expansionen som företogs av hertigen av Milano, Giangaleazzo Visconti. 1410 hade Venedig tagit kontrollen över större delen av Venetia och viktiga städer som Verona och Padua införlivades med Venedig. Venedig kom även konflikt med Påven om Romagna, vilket ledde till att Påven 1508 tillsammans med Ludvig XII av Frankrike, den tysk-romerske kejsaren Maximilian I och Ferdinand II av Aragonien bildade ligan i Cambrai riktad mot Venedig. Trots att fransmännen segrade i slaget vid Agnadello 1509, föll koalitionen snart samman och Venedig klarade sig utan några större territoriella förluster.
Venedig gjorde inga försök att stoppa turkarna från att ta Konstantinopel. Redan ett årtionde efter Konstantinopels fall började dock strider mellan Venedig och det osmanska riket, vilket ledde till att Venedig 1470 förlorade Negroponte och Lemnos. Trots den heliga ligans seger i sjöslaget vid Lepanto 1571 föll Cypern i turkarnas händer 1571. På 1600-talet förlorades Kreta efter en lång konflikt.
Den turkiska expansionen hotade inte bara venetianska besittningar utan ledde även till en nedgång för Venedigs handel, främst den med Konstantinopel och områdena kring Svarta havet. Venedigs ställning som Medelhavets handelsmetropol undergrävdes från början av 1500-talet, inte bara av den turkiska expansionen utan även av portugisernas upptäckt av sjövägen till Indien. Efter det att Portugal tillskansat sig monopol på handelsvaror från Indien, slutade varorna att föras på de gamla vägarna över Egypten och Syrien, en handel som tidigare gett Venedig stora inkomster.
Under renässansen var Venedig kulturellt framstående och konstnärer som Giorgione, Tizian, Jacopo Sansovino, Tintoretto, Paolo Veronese och Andrea Palladio verkade i staden.
På 1700-talet var Venedig endast en skugga av sin forna glans, även om kontrollen över Venetia, de adriatiska kustområdena och de Joniska öarna behölls. År 1797 föll republiken Venedig till sist för franska trupper ledda av general Napoleon Bonaparte, som lät dela republiken mellan Frankrike och Österrike.

## Styrelseskick
Den tidiga republikens styrelseskick kan betraktas som en autokrati, med dogen som en närmast absolut härskare. Venedigs köpmän fick med tiden allt större inflytande och 1171 skapades en rådsförsamling på 480 medlemmar som utsåg de sex personer som utgjorde regeringskollegiet signoria och i praktiken även dogen. 1297 beslutades det att endast personer härstammande från tidigare medlemmar kunde väljas. Till sist inrättades 1335 det så kallade tiomannarådet, som med tiden blev allt mäktigare och förstärkte det venetianska statsskickets aristokratiska prägel. Tiomannarådet som verkade med liten insyn utifrån fick med tiden se sin makt både begränsas och återupprättas.